# Нокс (окръг, Кентъки)
Вижте пояснителната страница за други значения на Нокс.
Окръг Нокс (на английски: Knox County) е окръг в щата Кентъки, Съединени американски щати. Площта му е 1005 km², а населението - 31 795 души (2000). Административен център е град Барбървил.